# Centre français de Berlin
 (novembre 2023).
Le Centre français de Berlin (CFB) est un centre culturel franco-allemand à Berlin, dans le quartier de Wedding. Le cinéma City Kino Wedding se trouve dans le même bâtiment que le CFB.

## Histoire
Installé sur un terrain de construction du gouvernement militaire français, le Centre ouvre ses portes en 1961 sous le nom de Centre culturel français. Il est exploité en tant que centre culturel jusqu'en 1992 par les Forces françaises qui occupent alors une partie de Berlin. La chute du mur de Berlin en 1989 entraîne le retrait des forces d'occupation, et par conséquent des troupes françaises, engendrant la fermeture du Centre.
Dans le cadre du traité de Moscou et du traité d'unification, le complexe de bâtiments du numéro 74 de la Müllerstraße passe sous la responsabilité du ministère fédéral des Finances de la nouvelle République fédérale d'Allemagne. Les gouvernements français et allemands décident que la réouverture du centre va dans le sens de l'amitié franco-allemande et l'esprit européen de l'entente entre les peuples. Le bâtiment fut reconstruit pendant près de deux ans puis inauguré en 1994, sous son nom actuel de Centre français de Berlin. Ce processus fait ainsi collaborer l'ambassade de France, la fondation Entente franco-allemande, le ministère fédéral de la Famille, des Personnes âgées, des Femmes et de la Jeunesse, le département chargé de l'école, de la jeunesse et des sports du Sénat de Berlin, la ville de Paris et la mairie d'arrondissement de Wedding.

## Organisation
Le centre est géré côté français par le Centre d'échanges internationaux (CEI) ayant son siège à Paris, et côté allemand par la fondation Sozialpädagogisches Institut de Berlin.
En 2024, l'équipe se compose de vingt-huit personnes. Des volontaires sont régulièrement employés dans le cadre du Corps européen de solidarité.

## Domaines d'action

### Hébergement et location de salle
Desservi directement par une station de métro, le Centre international séminaires et rencontres du CFB accueille des séminaires, rencontres et séjours éducatifs et rassemble toutes les commodités – hébergement, salles de séminaire équipées, restauration, salle de spectacle, espaces extérieurs, parking, matériel professionnel. 

### Bureau des rencontres interculturelles «Tandem Paris-Berlin»
Le Centre français de Berlin organise des projets internationaux autour d’enjeux actuels afin que les jeunes puissent échanger, expérimenter et ainsi devenir des citoyens ouverts sur le monde. Ces projets sont ouverts aux groupes scolaires, associations de jeunes et individuels. Le bureau Tandem assure également l'entretien du réseau Diversité et Participation, avec le soutien de l'OFAJ.[style à revoir]

### Bureau de la mobilité professionnelle
Le Bureau de la mobilité professionnelle a pour mission d’accompagner de jeunes adultes dans leur parcours et de promouvoir la mobilité professionnelle. Il agit comme une interface entre les entreprises, les centres de formation et écoles professionnelles, ainsi qu’entre les stagiaires et leurs tuteurs et tutrices.

### Programme Voltaire
Le programme Voltaire de l'OFAJ permet aux élèves de 3e et 2nde de vivre un échange de 6 mois avec son/sa correspondant·e en Allemagne puis 6 mois en France. Sans frais d’adhésion, ce programme est coordonné par le Centre français de Berlin qui assure également le suivi des participant·e·s tout au long de l’échange

### Bureau artistique
Le Bureau artistique mène des projets culturels variés, organise des événements artistiques et coordonne des résidences d'artistes. Il se concentre sur un programme traitant de sujets sociétaux, principalement axé vers le quartier et ouvert à la fois aux artistes et publics berlinois ainsi que francophones.

### La Maison des Francophonies
La Maison des Francophonies vise à promouvoir l'apprentissage de la langue française via la valorisation des cultures francophones et de la francophonie dans sa diversité. Il permet de construire un lien avec les francophones et francophiles d'Allemagne et agit comme un pont entre l'Allemagne et les 88 pays membres de l'organisation internationale de la Francophonie. Elle est membre d’un réseau international regroupant plus de 25 structures.

### Engagement local et durable
Le CFB participe depuis 2016 à la préservation de la biodiversité à l’économie locale en produisant du miel sur ses toits. Le CFB est également point de retrait du SOLAWI Spörgelhof (SOlidarische LAndWIrschaft, équivalent AMAP). 

### Volontariat
Le CFB est structure d’accueil, d’envoi et de coordination de jeunes adultes dans le cadre du Corps Européen de Solidarité. Le volontariat s’adresse aux jeunes entre 18 et 30 ans, qui ont envie de s’engager à l’étranger et de vivre une expérience unique. 

### Centre de compétences pour le travail international de jeunesse
Le Centre de compétences conseille et soutient les organisations de jeunesse des 12 arrondissements berlinois dans la planification, les demandes de subvention et la mise en œuvre de rencontres interculturelles de jeunes ainsi que dans l’accueil de volontaires. Ce soutien peut être lié au contenu, à la pédagogie, à l’organisation ou au financement et comprend aussi bien une aide pour les questions individuelles que pour la planification globale du projet.

## Voir  aussi